# Микадзе, Гоча Сергеевич
Гоча Сергеевич Микадзе (груз. გოჩა სერგოს ძე მიქაძე; 7 сентября 1965, Цхалтубо, Грузинская ССР — 7 августа 2017) — советский, грузинский и российский футболист, вратарь, российский футбольный тренер.

## Биография
Воспитанник кутаисской футбольной школы «Юный торпедовец». С 1983 года выступал за дубль кутаисского «Торпедо» в первенствах дублёров высшей и первой лиги. 24 июля 1986 года дебютировал в основном составе клуба в матче высшей лиги против «Жальгириса» и оставил ворота в неприкосновенности (1:0). Всего в высшей лиге в сезоне 1986 года сыграл 12 матчей и пропустил 25 мячей. На следующий год играл в составе «Торпедо» в первой лиге. В 1988 году был в составе тбилисского «Динамо», но на поле не выходил.
После выхода грузинских команд из чемпионата СССР, выступал в высшей лиге Грузии за «Самгурали» и «Самтредиа», в общей сложности провёл 148 матчей.
В 1995 году перебрался в Россию и стал выступать за клубы третьего и второго дивизионов — «Шахтёр» (Шахты), «Спартак» (Анапа), «Кавказтрансгаз», СКА (Ростов-на-Дону). Сыграл более 250 матчей в первенствах России. В ряде клубов был играющим тренером.
В 2008 году возглавлял женскую команду высшей лиги СКА-Ростов-на-Дону. В 2009—2012 годах работал в тренерском штабе мужского ростовского СКА, в том числе в феврале-мае 2012 года исполнял обязанности главного тренера. В 2012—2013 годах возглавлял женскую команду «Дончанка» (Азов). Позднее работал тренером в Академии им. В. Понедельника.
В последние годы жизни страдал от онкологического заболевания. В Ростове-на-Дону проводился благотворительный турнир в его поддержку.
Скончался 7 августа 2017 года на 52-м году жизни.